# Дарвін Гем
Дарвін Гем (англ. Darvin Ham Sr.; нар. 23 липня 1973) — американський професійний баскетбольний тренер і колишній гравець, головний тренер команди Національної баскетбольної асоціації (НБА) «Лос-Анджелес Лейкерс». Гем грав у коледжі в баскетбол за «Texas Tech Red Raiders», перш ніж відіграти вісім сезонів у НБА з 1996 по 2005 рік. Він виграв чемпіонат НБА, граючи за «Детройт Пістонс» у 2004 році. Гем також мав короткий міжнародний досвід в Іспанії, а потім на Філіппінах, а також у Лізі розвитку НБА в 2007 і 2008 роках.

## Життєпис
3 червня 2022 року Гем був найнятий на посаду головного тренера «Лос-Анджелес Лейкерс». 